# 松原興産

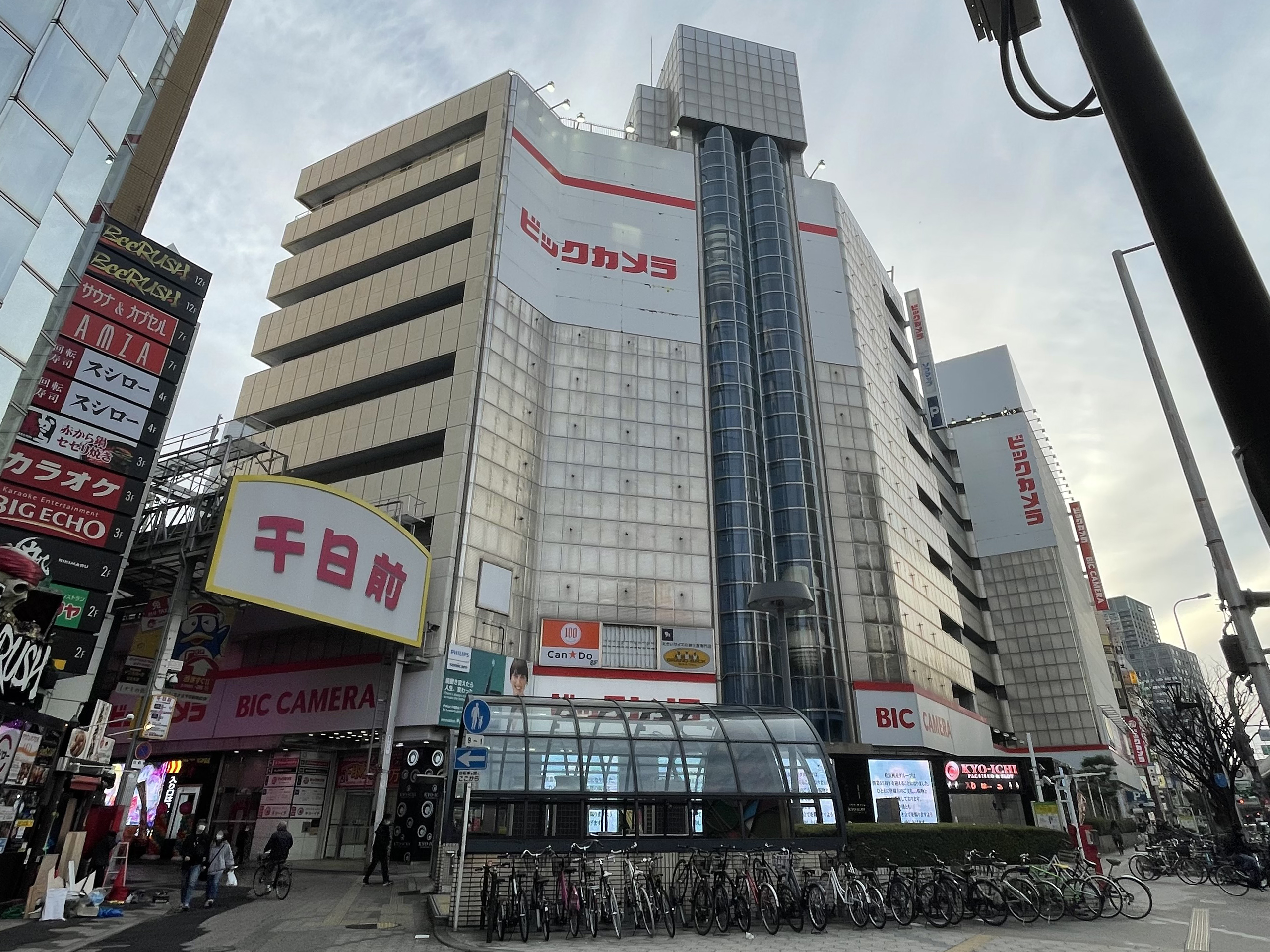
松原興産が所有する大型商業ビル（エスカールなんば）

株式会社松原興産（まつばらこうさん、英文社名；Matsubara Kosan Co., Ltd）は、京都府京都市伏見区に本社を置く総合アミューズメント企業。
京都府・大阪府を中心にパチンコホール「キョーイチ（京一・KYO-ICHI）」「新天地」等をチェーンストア展開し、ボウリング場、カラオケ店、ゲームセンター、飲食店も運営している。大阪・難波の一等地には大型商業ビル「エスカールなんば」も所有している。

## 沿革
- 1979年 - 京都市伏見区に設立（創業は1966年）。
- 1966〜1991年 - 京都府南部を中心にパチンコ店を21店舗展開。
- 1991〜2000年 - ダブル店舗戦略（設置台数規制があったため、同一敷地もしくは建物内にあるパチンコ・パチスロコーナーを別々の店舗として出店する戦略）を導入し、店舗数を拡大。
- 2001〜2006年 - 「15,000台増大計画」を発表し、パチンコ・パチスロの設置台数が1000台を超す大型店舗を京都・大阪の中心地に出店。
- 2007〜2015年 - 引き続き大型店舗を次々とオープン。それと並行し、経年劣化してきた既存店舗の大幅リニューアルを実施。

## 概要
- 2012年10月現在、京都・大阪を中心にパチンコホール（計38店舗[2]）、ボウリング場（計4店舗）、アミューズメント施設・飲食店（計5店舗）を展開。
- 企業コンセプトは「お客様第一主義・地域密着型営業」[3]。
- 現在の代表取締役社長・松原基浩は創業者の息子であり2代目社長である。
- 2001年10月に「15,000台増大計画」を発表。2008年5月のキョーイチ七条店（京都市右京区）の出店を以って達成[4]。
- 2004年1月29日、株式会社ダイエーから大型商業ビル「エスカールなんば（大阪市中央区）」を買収したと発表。
- キョーイチ本店（1840台）、キョーイチ七条店（1840台）は、全国でもトップ5に入る台数を設置している[5]。
- 日本経済新聞出版社が発行する「日経MJトレンド情報源2012[6]」の全国パチンコホール部門において18位にランクインした[7]。尚、最盛期には同部門で2位にランクインしたこともある[4]。
- 給与の管理は、関連会社の有限会社南都物産が行っている。
- キョーイチボウル宇治は、平成19年より毎年、全日本中学ボウリング選手権大会の会場となっている。

## 店舗一覧
（※2012年10月現在）

### パチンコ店舗一覧
店舗一覧を参照

#### 京都府
| 京都市伏見区 - キョーイチ本店 - キョーイチ伏見店（旧・本店） - キョーイチ新堀川店（旧店舗名：ビッグスター） - キョーイチ西浦店（旧店舗名：ジュピターマーキュリー） - キョーイチ深草店（旧店舗名：ジャンボ） - 新天地横大路店（旧店舗名：ジュピター） | 京都市南区 - キョーイチ十条店 - キョーイチSR京都駅前店（旧店舗名：遊&コスモステーション） - キョーイチ南北店 - 吉祥院コスモ | 京都市内（その他） - キョーイチ四条店（下京区） - キョーイチ七条店（右京区西京極） - キョーイチ山科店（山科区） - キョーイチ山科東店（山科区） - キョーイチ大枝店（西京区） - 新天地大原野店（西京区、旧店舗名：ビッグアコム） | 京都府内 - キョーイチ槇島北店（宇治市） - キョーイチ向島店（宇治市） - キョーイチ宇治神明店（宇治市、旧店舗名：遊倶楽部） - 新天地隠元橋店（宇治市、旧店舗名：ビッグアコム） - キョーイチ城陽店（城陽市、旧店舗名：遊倶楽部） - キョーイチ長岡店（長岡京市） - キョーイチ亀岡北店（亀岡市） - キョーイチ亀岡店SR（亀岡市） |

#### 大阪府・三重県・福井県
| 大阪市内 - キョーイチなんば店（中央区） - キョーイチミナミ店SR（中央区） - ジャンボSR千日前店（中央区） - キョーイチうめだ店R（北区） - 天神のきょういち（北区） | 枚方市 - キョーイチSR枚方店 - キョーイチSR枚方家具団地店 - キョーイチ牧野店 - 新天地枚方駅前店 - コスモセンター - コスモキングダムI&II | 大阪府内（その他） - キョーイチ高槻店（高槻市） | 三重県・福井県 - 三重きょういち東・西店（津市、別称：京一東西店） - 福井マーキュリー（福井市） |

#### 閉鎖店舗
- 創業店（京都府京都市伏見区竹田久保町15-1）
- アコム（京都府京都市南区久世東土川町126-1）
- アコム（京都府久世郡久御山町大字田井小字東荒見12-1）
- 京一伏見西店（旧店舗名：アコム、京都府京都市伏見区竹田西桶ノ井町6）- 2009年中旬頃閉店
- 京一槇島東西店（京都府宇治市槇島町十一31-1）- 2009年下旬頃閉店
- スロット京一黄檗店（京都府宇治市五ヶ庄西浦8-6）- 2009年下旬頃閉店
- 京一新町店（京都府京都市南区東九条西河辺町63）- 2010年下旬頃閉店
- 京一鳥羽店（京都府京都市伏見区下鳥羽澱女町102）- 2012年3月末閉店

### その他の施設一覧
| ボウリング場 - キョーイチボウル宇治（京都府宇治市） - スーパーボウル吉祥院（京都市南区） - スーパーボウル城陽（京都府城陽市） - 牧野松園ボウル（大阪府枚方市） | アミューズメント施設 - キョーイチアミューズメントパーク（京都府宇治市） - メガドーム・ドッセ（京都市伏見区） | 飲食店 - ベビーフェイスプラネッツ京都店（京都市伏見区） - Kの食卓 枚方店（大阪府枚方市） - Kの食卓 本店（京都市伏見区） - Kの食卓 七条店（京都市右京区） |